# Función L p-ádica
En matemática, una función zeta p-ádica, o más generalmente, una  función L p-ádica, es una función análoga a la función zeta de Riemann, o a las más generales funciones L, pero cuyo dominio y su codominio son p-ádicos (donde p es un número primo). Por ejemplo, el dominio podría ser los enteros p-ádicos Zp, un p-grupo profinito, o una familia p-ádica de representaciones de Galois, y la imagen podría ser los números p-ádicos Qp o su clausura algebraica.
La fuente de una función L p-ádica tiende a ser una entre dos tipos. La primera fuente —por la cual Tomio Kubota y Heinrich-Wolfgang Leopoldt dieron la primera construcción de una función L p-ádica (Kubota y Leopoldt, 1964)—es por medio de la interpolación p-ádica de valores especiales de las funciones L. Por ejemplo , Kubota–Leopoldt usaron las congruencias de Kummer para los números de Bernoulli para construir una función L p-ádica, la función zeta p-ádica ζp(s), cuyos valores en números enteros negativos impares son aquellos de la función zeta de Riemann para los números negativos enteros impares (junto a un factor de corrección explícito). Las funciones L p-ádicas que surgen de esta manera son comúnmente referenciadas como funciones L p-ádicas analíticas. La otra mayor fuente de funciones L p-ádicas—descubiertas inicialmente por Kenkichi Iwasawa—provienen de la aritmética de los cuerpos ciclotómicos, o más generalmente, de ciertos módulos de Galois sobre torres de cuerpos ciclotómicos o de torres más generales. Una función L p-ádica que surge de esta manera es típicamente llamada función L p-ádica aritmética ya que codifica los datos aritméticos del módulo de Galois involucrado. La conjetura principal de la teoría de Iwasawa (ahora convertida en teorema gracias a Barry Mazur y Andrew Wiles) es una declaración de que la función L p-ádica de  Kubota–Leopoldt y un análogo aritmético construido mediante la teoría de Iwasawa son esencialmente lo mismo. En situaciones más generales donde ambas (analítica y aritmética) funciones L p-ádicas son construidas (o se espera), la declaración de que es así se denota como la conjetura principal de Iwasawa para aquella situación. Tales conjeturas representan declaraciones formales concernientes a la filosofía que los valores especiales de funciones L contienen información aritmética.

## Funciones L de Dirichlet
La función L de Dirichlet viene dada por la continuación analítica
{\displaystyle L(s,\chi )=\sum _{n}{\frac {\chi (n)}{n^{s}}}=\prod _{p{\text{ primo}}}{\frac {1}{1-\chi (p)p^{-s}}}}
La función L de Dirichlet en enteros negativos viene dada mediante
{\displaystyle L(1-n,\chi )=-{\frac {B_{n,\chi }}{n}}}
donde Bn,χ es un número de Bernoulli generalizado definido por
{\displaystyle \displaystyle \sum _{n=0}^{\infty }B_{n,\chi }{\frac {t^{n}}{n!}}=\sum _{a=1}^{f}{\frac {\chi (a)te^{at}}{e^{ft}-1}}}
para χ un carácter de Dirichlet con conductor f.

## Definición usando interpolación
La función L p-ádica de Kubota–Leopoldt Lp(s, χ) interpola la función L de Dirichlet con el factor de Euler en p eliminado.
Concretamente, Lp(s,χ) es la única función continua del número p-ádico tal que 
{\displaystyle \displaystyle L_{p}(1-n,\chi )=(1-\chi (p)p^{n-1})L(1-n,\chi )}
para los enteros positivos n divisibles por p−1. El miembro de la derecha es precisamente la función L de Dirichlet ordinaria, con la excepción de que el factor de Euler ha sido eliminado en p, de otra manera, esta no podría ser p-ádicamente continua. La continuidad del miembro de la derecha está íntimamente relacionada con las congruencias de Kummer. 
Cuando n no es divisible por p−1 entonces esto no se cumple usualmente; en su lugar
{\displaystyle \displaystyle L_{p}(1-n,\chi )=(1-\chi \omega ^{-n}(p)p^{n-1})L(1-n,\chi \omega ^{-n})}
para enteros positivos n. 
Aquí  χ está ramificado por una potencia del carácter de Teichmuller ω.

## Vista como una medidap-ádica
Las funciones L p-ádicas pueden también ser pensadas como medidas p-ádicas (o distribuciones p-ádica) sobre grupos de Galois p-profinitos. La traslación entre este punto de vista y el punto de vista original de Kubota–Leopoldt (como funciones Qp-valuadas sobre Zp) es por medio de la transformada de Mazur–Mellin (y de la teoría de cuerpos de clases).

## Cuerpos totalmente reales
Deligne y Ribet (1980), desarrolló, sobre el trabajo previo de Serre (1973), la construcción analítica de las funciones L p-ádicas para cuerpos totalmente reales. Independientemente,Barsky (1978) y Cassou-Noguès (1979) hicieron lo mismo, pero sus aproximaciones seguían de la aproximación de Takuro Shintani al estudio de los valores L.